# Semaine des barricades à Alger

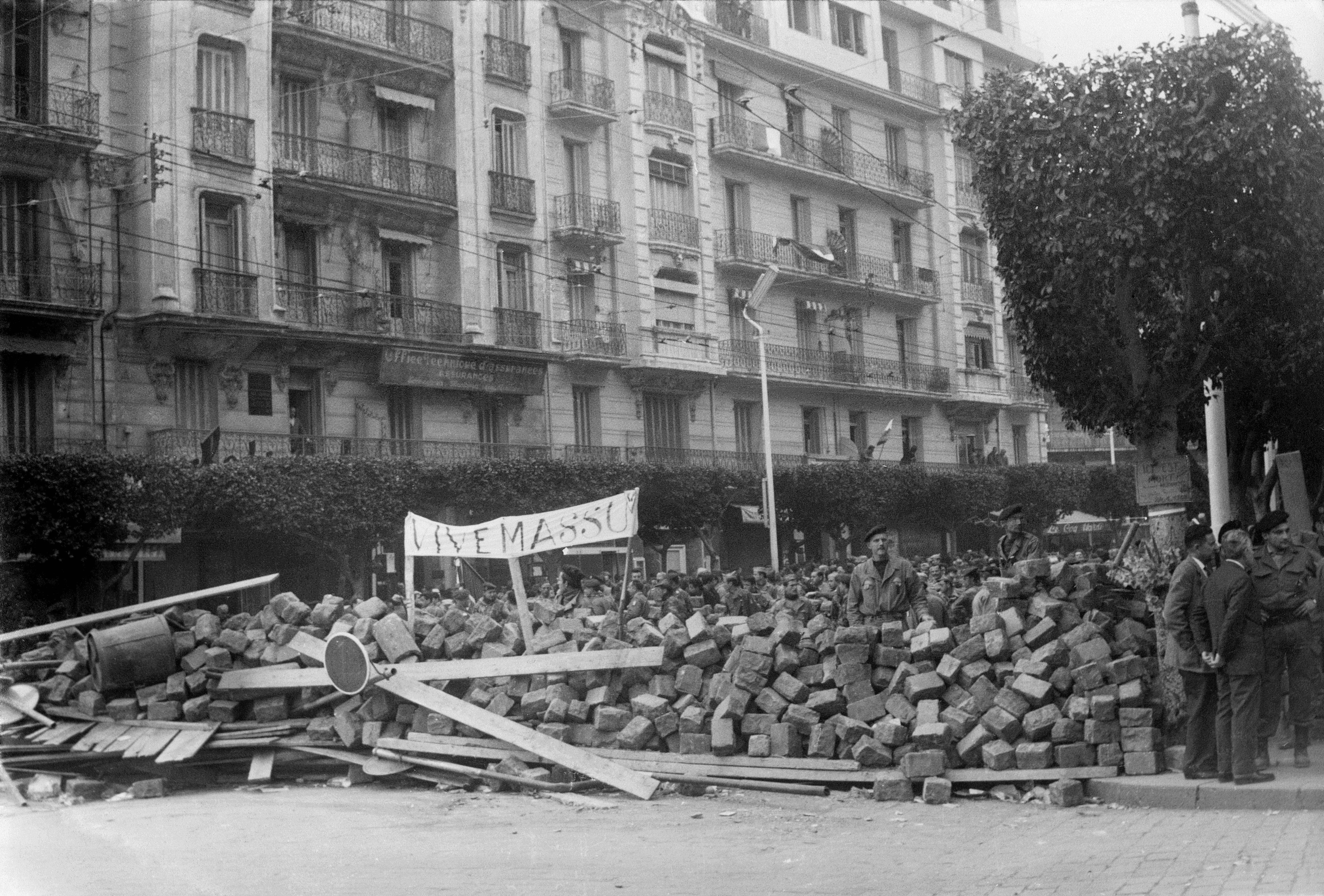
Transparent in der Rue Michelet in Algier, Text: „Vive Massu“, Hans Ulrich Kempski hatte Jacques Massu interviewt, infolge der Veröffentlichung des Interviews in der Süddeutschen Zeitung wurde Massu abberufen.

Die Semaine des barricades à Alger, deutsch „Barrikaden-Putsch in Algier“, war ein gescheiterter Staatsstreich von Pierre Lagaillarde gegen die Regierung von Charles de Gaulle Ende Januar 1960 in Algier. Dieser hatte, nachdem er zunächst gegen die Unabhängigkeit des zu Frankreich gehörenden Algeriens eingetreten war und der Unterstützung der europäischen Kolonialisten seine Rückkehr an die Macht im Juni 1958 verdankte, sich öffentlich für eine Beendigung des Algerienkrieges und für die Unabhängigkeit ausgesprochen. Einige enttäuschten Kolonialisten entschieden sich ihrem Widerstand gegen diese Entscheidung durch die Besetzung Ausdruck zu verleihen. 

## Vorgang
Der Abgeordnete Pierre Lagaillarde besetzte, mit dem am 1. November 1958 vom nationalistischen Wirt Joseph Ortiz gegründeten Front National Français, am 22. Januar 1960 das Gebäude der Université d’Alger. Bei der Räumung des Universitätsgebäudes wurden vierzehn Polizisten und sechs Besetzer getötet und etwa 150 Personen verletzt.
Am 1. Februar 1960 wurde Pierre Lagaillarde verhaftet.
Am 4. Februar 1960 wurden die meisten ultra-kolonialistischen Organisationen im Machtbereich Frankreichs verboten.